# Прошовицький повіт
Прошовицький повіт (пол. powiat proszowicki) — один з 19 земських повітів Малопольського воєводства Польщі.
Утворений 1 січня 1999 року в результаті адміністративної реформи.

## Загальні дані
Повіт знаходиться у північній частині воєводства.
Адміністративний центр — місто Прошовіце.
Станом на 1.01.2008 населення становить 43 424 осіб, площа 414,87 км².

## Демографія
Демографічні дані повіту станом на 30.06.2005:
|       | Всього | Всього | Жінки  | Жінки | Чоловіки | Чоловіки |
| ----- | ------ | ------ | ------ | ----- | -------- | -------- |
|       | осіб   | %      | осіб   | %     | осіб     | %        |
| Повіт | 43 561 | 100    | 22 098 | 50,7  | 21 463   | 49,3     |
| Міста | 6187   | 100    | 3263   | 52,7  | 2924     | 47,3     |
| Села  | 37 374 | 100    | 18 835 | 50,4  | 18 539   | 49,6     |